# Oradell
Oradell és una població dels Estats Units a l'estat de Nova Jersey. Segons el cens del 2008 tenia 7.780 habitants.

## Demografia
Segons el cens del 2000, Oradell tenia 8.047 habitants, 2.789 habitatges, i 2.300 famílies. La densitat de població era de 1.283,9 habitants/km².
Dels 2.789 habitatges en un 38,3% hi vivien nens de menys de 18 anys, en un 73,9% hi vivien parelles casades, en un 6,7% dones solteres, i en un 17,5% no eren unitats familiars. En el 15,7% dels habitatges hi vivien persones soles el 8,1% de les quals corresponia a persones de 65 anys o més que vivien soles. El nombre mitjà de persones vivint en cada habitatge era de 2,83 i el nombre mitjà de persones que vivien en cada família era de 3,17.
Per edats la població es repartia de la següent manera: un 25,2% tenia menys de 18 anys, un 5% entre 18 i 24, un 26,3% entre 25 i 44, un 26,9% de 45 a 60 i un 16,6% 65 anys o més.
L'edat mediana era de 42 anys. Per cada 100 dones de 18 o més anys hi havia 89,1 homes.
La renda mediana per habitatge era de 91.014 $ i la renda mediana per família de 102.842 $. Els homes tenien una renda mediana de 76.683 $ mentre que les dones 42.318 $. La renda per capita de la població era de 39.520 $. Aproximadament l'1,7% de les famílies i el 2,4% de la població estaven per davall del llindar de pobresa.

## Poblacions més properes
El següent diagrama mostra les poblacions més properes.